# ルネ・カールション
ルネ・カールション（Rune Carlsson、1909年10月1日 - 1943年9月14日）は、スウェーデン出身の元同国代表サッカー選手。ポジションはミッドフィールダー。
1934年、スウェーデン代表の一員として1934 FIFAワールドカップに出場し、全2試合に出場した。